# Мексиканська троянда
Мексиканська троянда (англ. Mexicali Rose) — американська романтична драма режисера Ерла Кентона, знята в 1929 році, з Барбарою Стенвік та Семом Харді у головних ролях.
Німа і звукова версія зберігається в Бібліотеці Конгресу.